# Lenny Bruce: Swear to Tell the Truth
Lenny Bruce: Swear to Tell the Truth (dt. Schwöre, die Wahrheit zu sagen) ist der Titel eines 1998 produzierten US-amerikanischen Dokumentarfilmes von Robert B. Weide, der sich mit dem Komiker Lenny Bruce befasst. Der Film war für einen Oscar nominiert. 

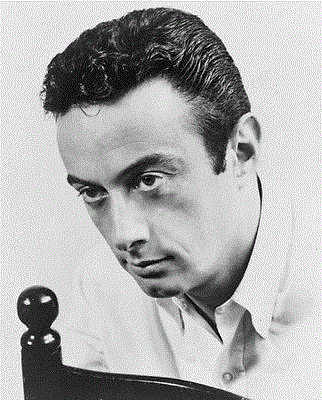
Lenny Bruce (1961)

## Handlung
Der Film zeigt selten gesehene Aufnahmen von Lenny Bruce auf der Bühne und außerhalb dieser. Auch einige zuvor nie in den Medien gesehene Auftritte des Künstlers konnte Weide ausgraben. Des Weiteren sind Interviews mit dem Komiker selbst, seiner Ex-Frau Honey Bruce-Friedman, seiner Mutter Sally Marr, seiner Tochter Kitty sowie mit weiteren Familienangehörigen und Freunden zu sehen, aber auch mit Anwälten und Staatsanwälten, die ihn bekämpft haben. Ausgespart werden auch seine oft unter die Gürtellinie zielenden Witze nicht, ebenso wie seine Antworten auf religiöse Heucheleien, sexuelle Obsessionen, Rassismus und Drogen und die Absurdität der amerikanischen Kulturlandschaft. In diesem Zusammenhang fiel auch seine Bemerkung: „Wenn sie etwas am menschlichen Körper anekelt, beschweren sie sich beim Hersteller!“ Thematisiert werden auch Lenny Bruce’ Probleme mit Polizei und Justiz und die Anklage gegen ihn wegen Obszönität. Auch seine zahlreichen Auftrittsverbote und sein trauriger Tod kommen zu Sprache. 
Robert De Niro fungiert als Sprecher im Film.

## Produktion und Hintergrund
Es handelt sich um einen Film der Whyaduck Productions HBO Dokumentarfilme. Die Produktion des Films bis zur Ausstrahlung auf HBO am 21. Oktober 1998 nahm mehr als 13 Jahre in Anspruch. Weide erzählte, dass er sich schon während seiner Zeit auf der Highschool für Stand-up-Comedy interessiert habe und der Film Lenny (1974) von Bob Fosse mit Dustin Hoffman als Lenny Bruce es ihm angetan habe. Schon damals begann er, sich mit Bruce zu beschäftigen. Bereits in seinem HBO-Special The Great Standups war auch Lenny Bruce ein Kapitel gewidmet. Seinerzeit musste er die Genehmigung der damals 77-jährigen Sally Marr, der Mutter von Bruce, einholen. Schnell freundeten sich beide an. Nachdem sich die Verwirklichung eines Films über den Komiker schwieriger gestaltete als angenommen, steckte Weide einen Teil seiner Einnahmen aus seinem Spielfilm Schatten der Schuld (Mother Night) in den Film über Lenny Bruce.
Im Film sind Original-Jazz-Aufnahmen von Miles Davis, Dexter Gordon, Charlie Parker, Chet Baker, Ray Charles und anderen zu hören, was eine Verwertung auf Video oder DVD wegen bestehender Rechte schwierig machte.

## Auszeichnungen/Nominierungen
- 1999: Oscar-Nominierung in der Kategorie „Bester Dokumentarfilm (Langform)“ für Robert B. Weide und seine Dokumentation Lenny Bruce: Swear to Tell the Truth. Der Oscar ging an Ken Lipper und James Moll und den Film Die letzten Tage.
- 1999 Primetime Emmy gewonnen in der Kategorie Outstanding Achievement in Non-Fiction Programming - Picture Editing (hervorragende Bildbearbeitung) Geof Bartz und Robert B. Weide; nominiert in der Kategorie Outstanding Non-Fiction Special Robert B. Weide als Produzent, Regisseur und Drehbuchautor, Anthony Radziwill als überwachender Produzent und Sheila Nevins als ausführende Produzentin.